# Ambrose Derry

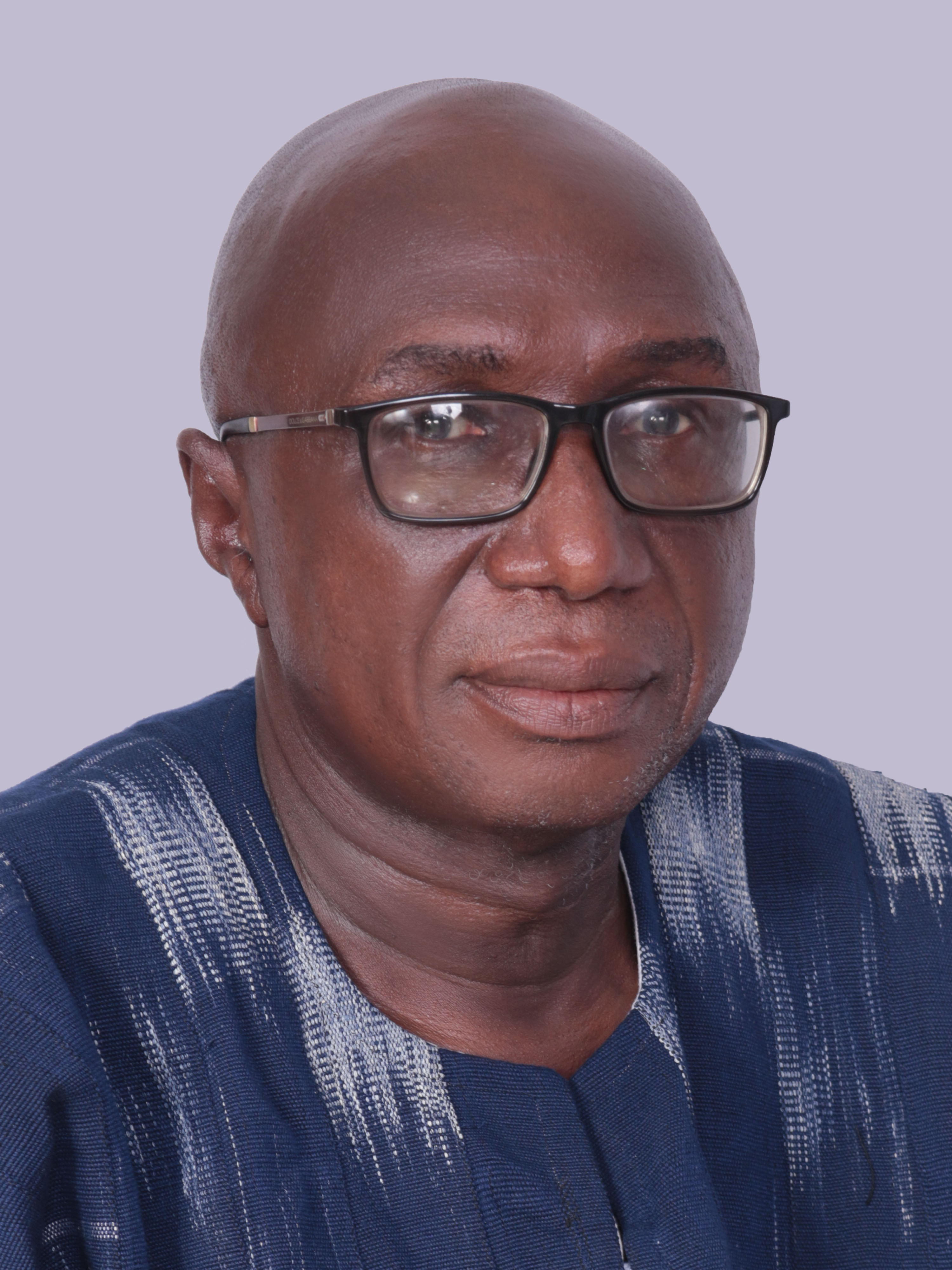
Ambrose Derry

Ambrose Derry ist einer der führenden Politiker und Jurist Ghanas. Er war zwischen April 2005 und Juli 2007 der Regionalminister der Upper West Region in Ghana. Zum 1. August 2007 wurde er Staatsminister im Ministerium für Justiz und der Generalstaatsanwalt unter Minister Joe Ghartey. Auch in der Regierungspartei New Patriotic Party hat er besondere Bedeutung. Derry ist Mitglied des ghanaischen Parlaments für den Wahlkreis Lawra.
Derry war als Anwalt im Jahr 2004 Verteidiger des unter schweren Korruptionsverdacht geratenen ehemaligen Ministers für Jugend und Sport, Mallam Yusuf Isa. Präsident John Agyekum Kufuor entließ Mallam Yusuf Isa aufgrund der schweren Korruptionsvorwürfe unverzüglich aus dem Amt und strengte juristische Konsequenzen an. Isa wird verdächtigt $ 46.000 unterschlagen zu haben.